# Övre Hävla bruk

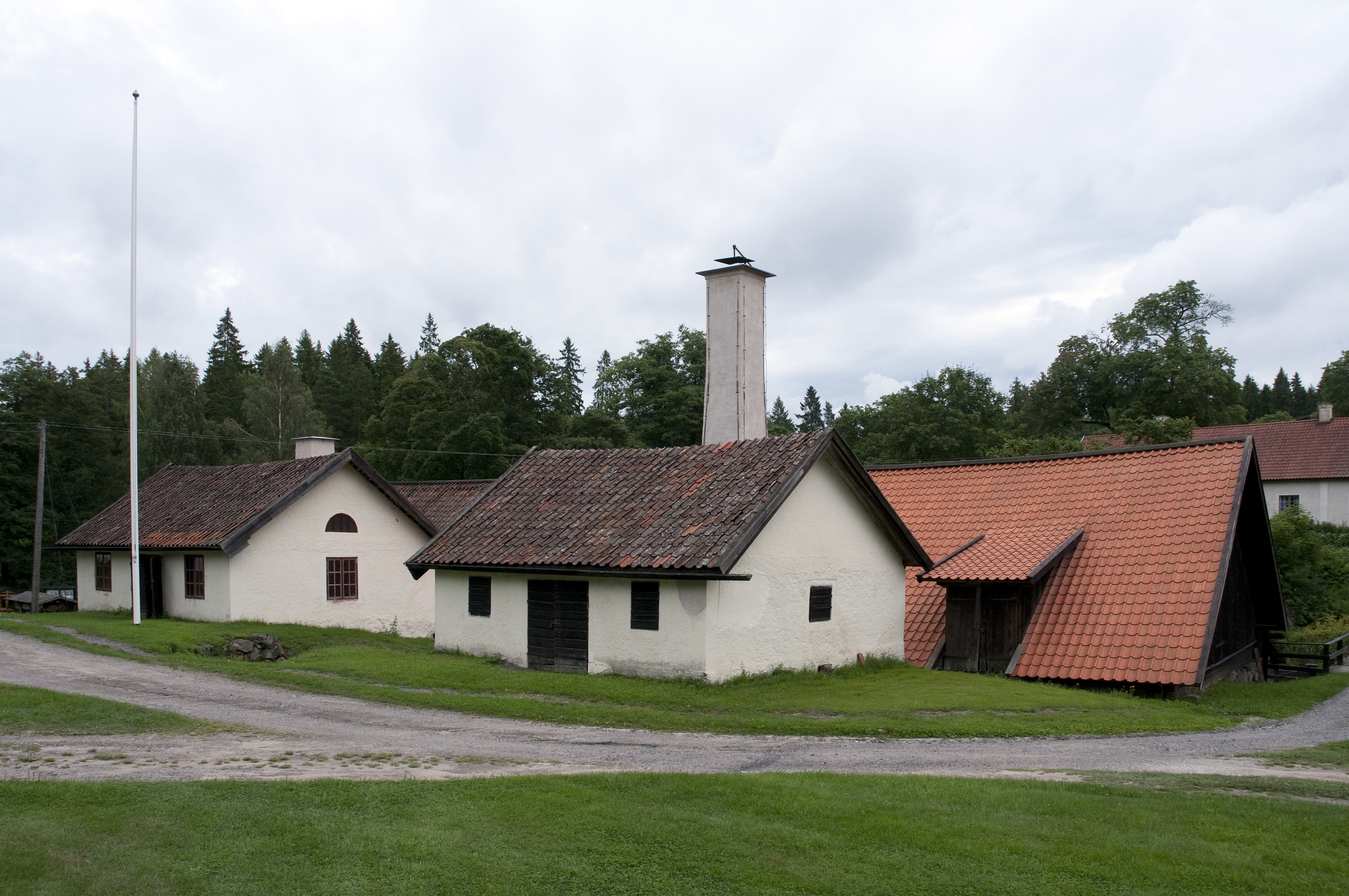
Byggnadsminnet Övre Hävla bruk.

Övre Hävla bruk eller Hävla hammarsmedja är ett hembygdsmuseum och byggnadsminne vid Hävla ström i Skedevi socken i Östergötlands bergslag.
1682 fick landshövdingen Jacob Henriksson Flemming (1640–89) tillstånd att tillverka smidbart järn vid Hävla ström i Skedevi socken. På 1800-talet byggdes verksamheten ut och i slutet av 1800-talet var Hävla en av landets största leverantörer av hästskor. Smedjan var i bruk fram till 1924.
I dag är Hävla bruk, kallat Nedre bruket, en modern industrianläggning med tillverkning av stålprodukter till byggnadsindustrin.

## Bildgalleri

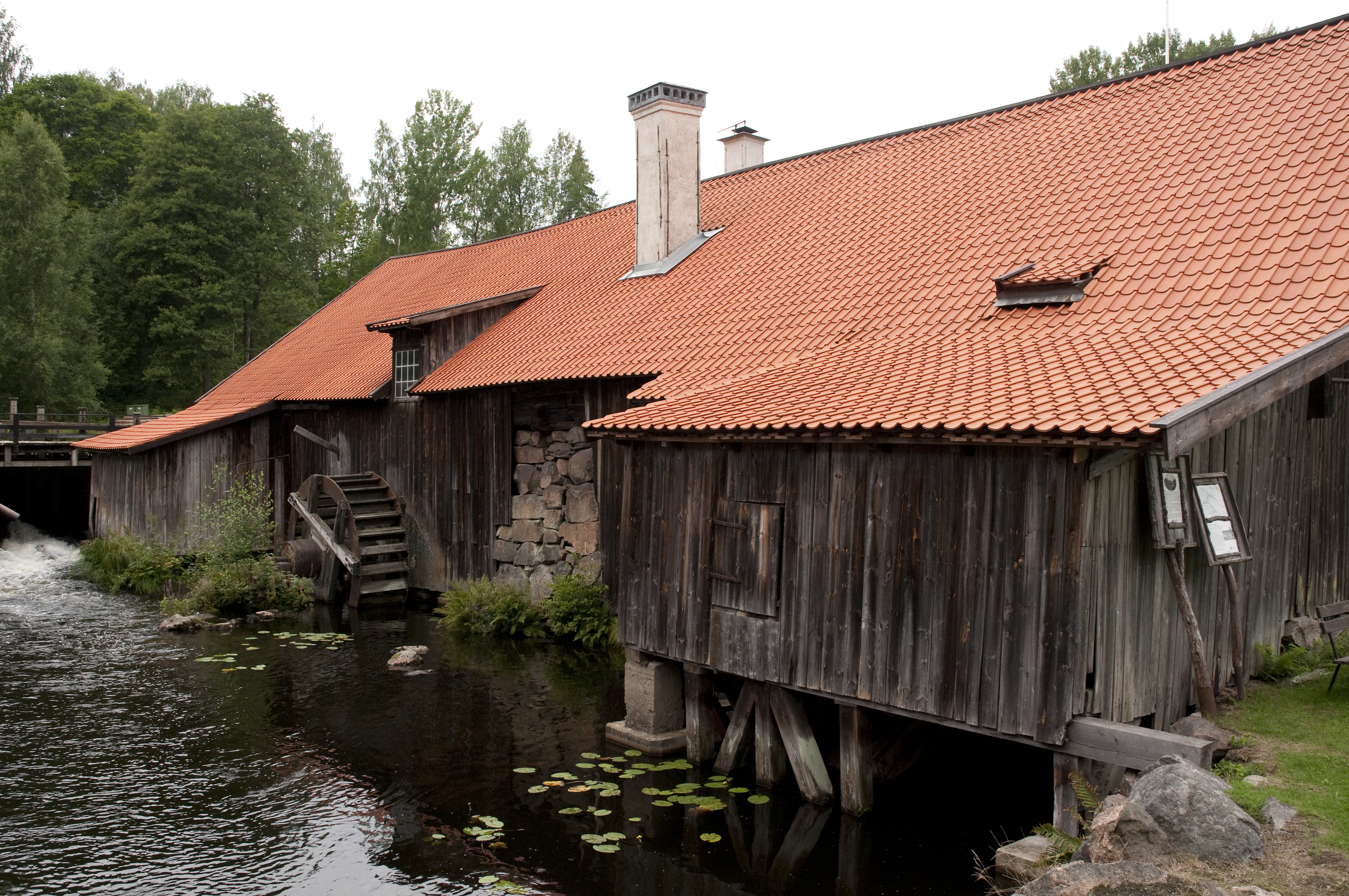
Hammarsmedjan.
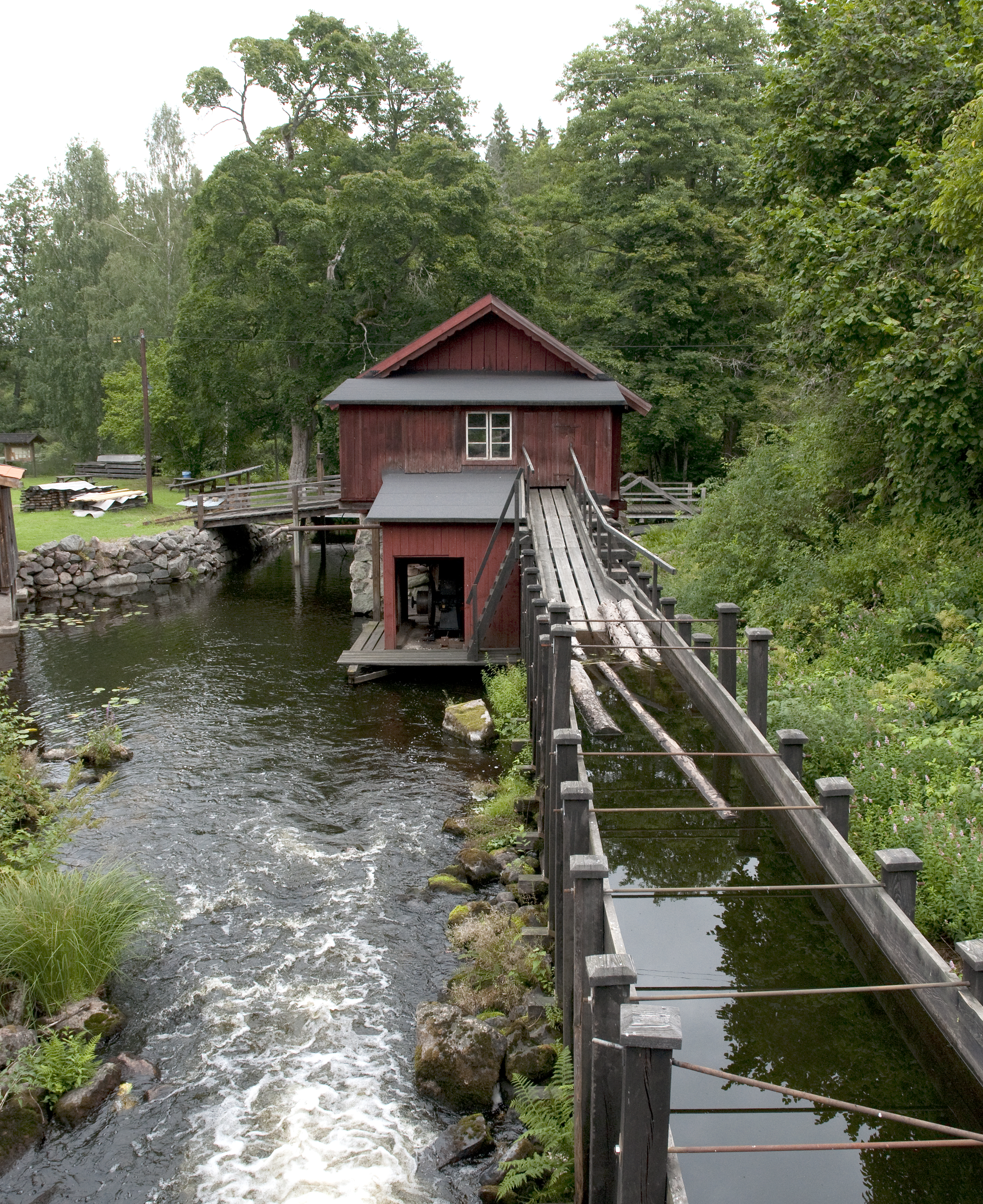
Sågverket.
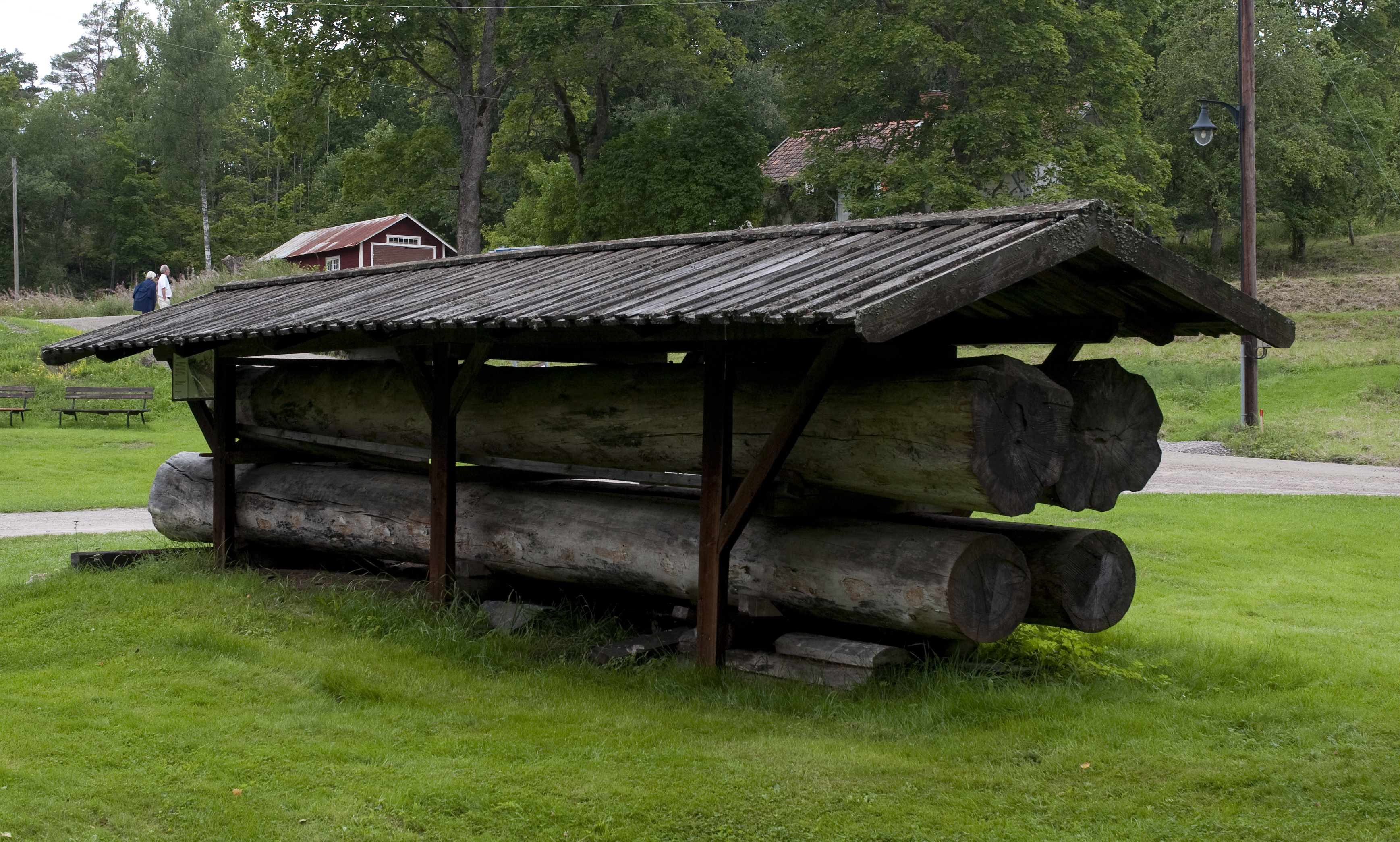
Virkesförråd.
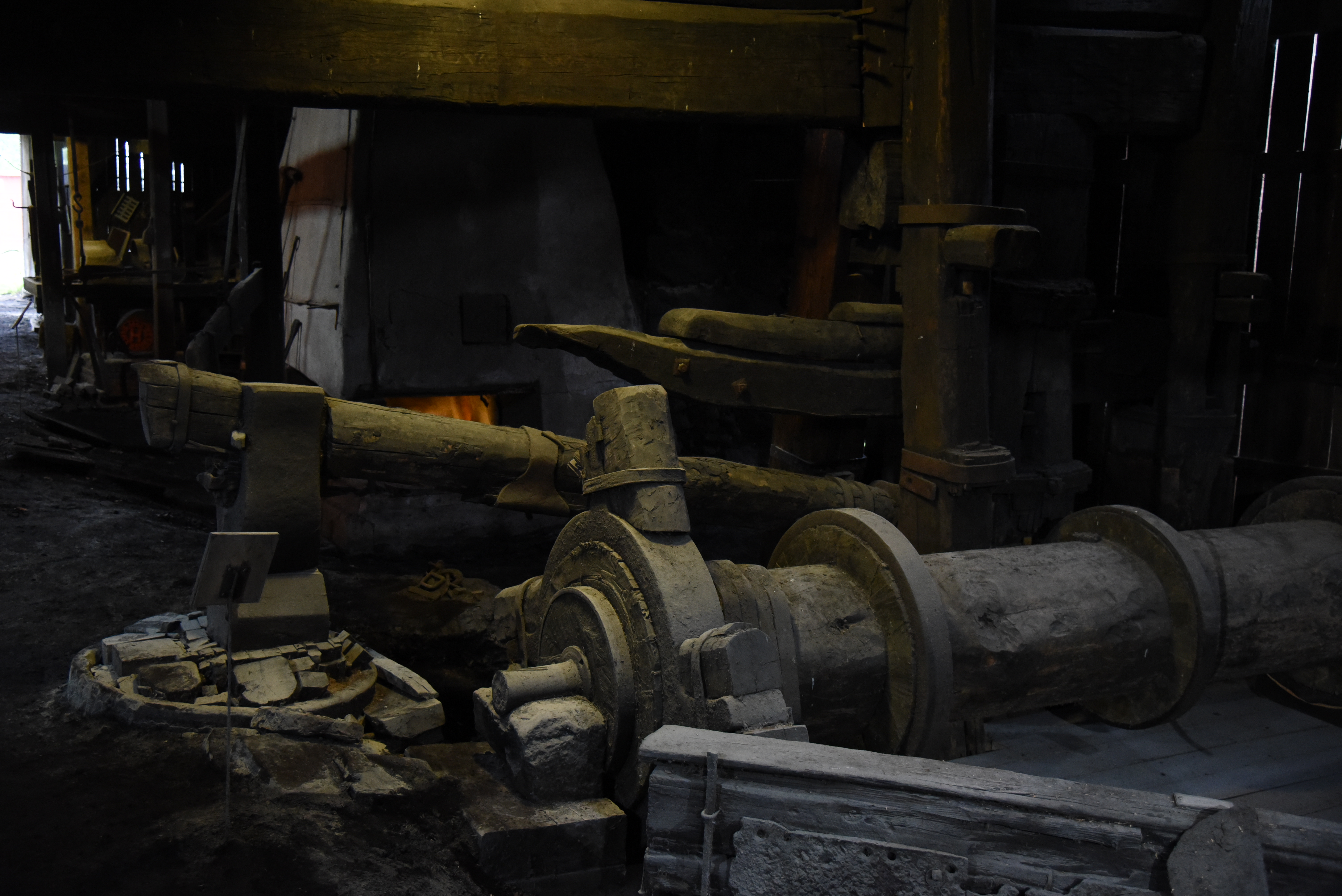
Räckhammare.
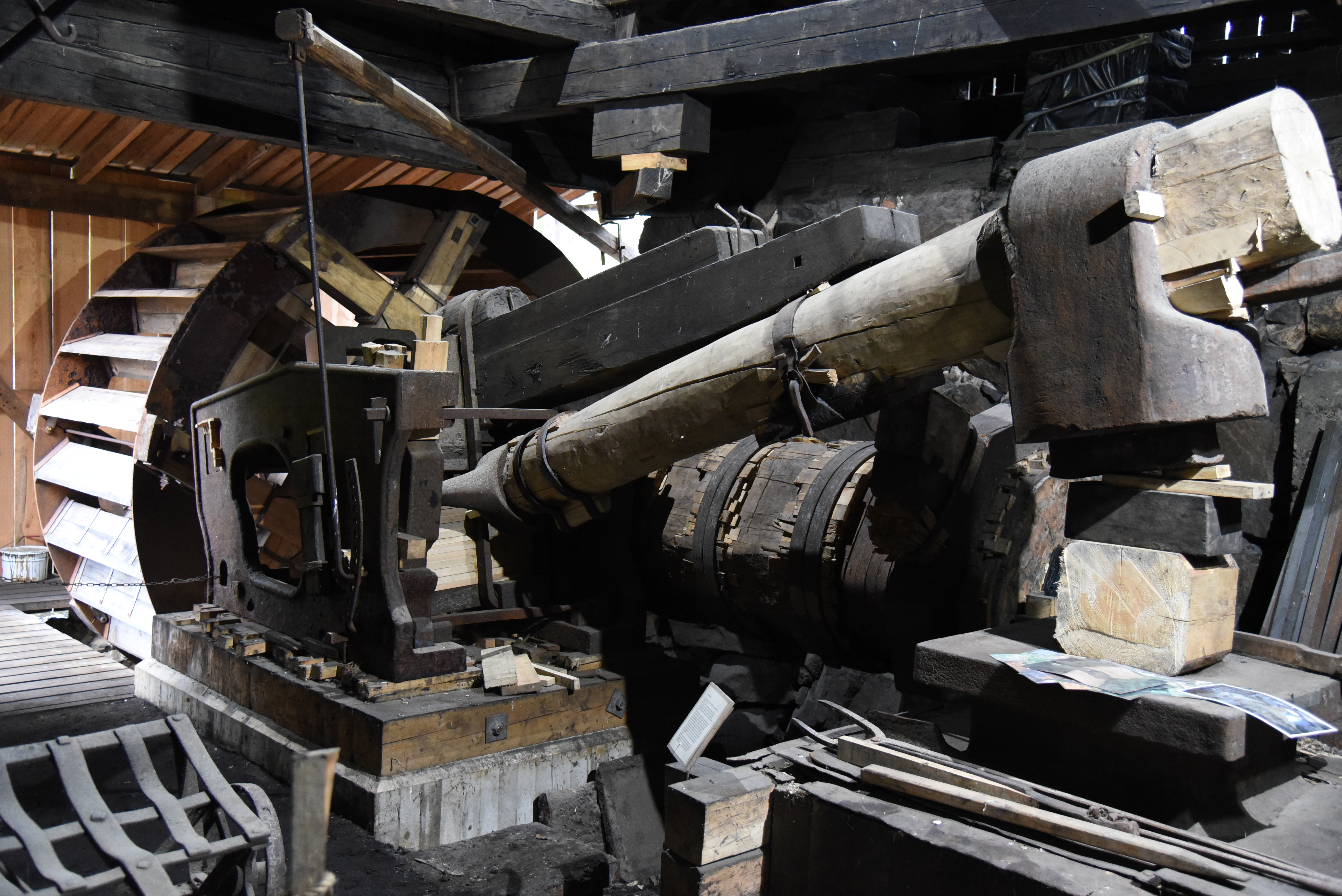
Smälthammare.
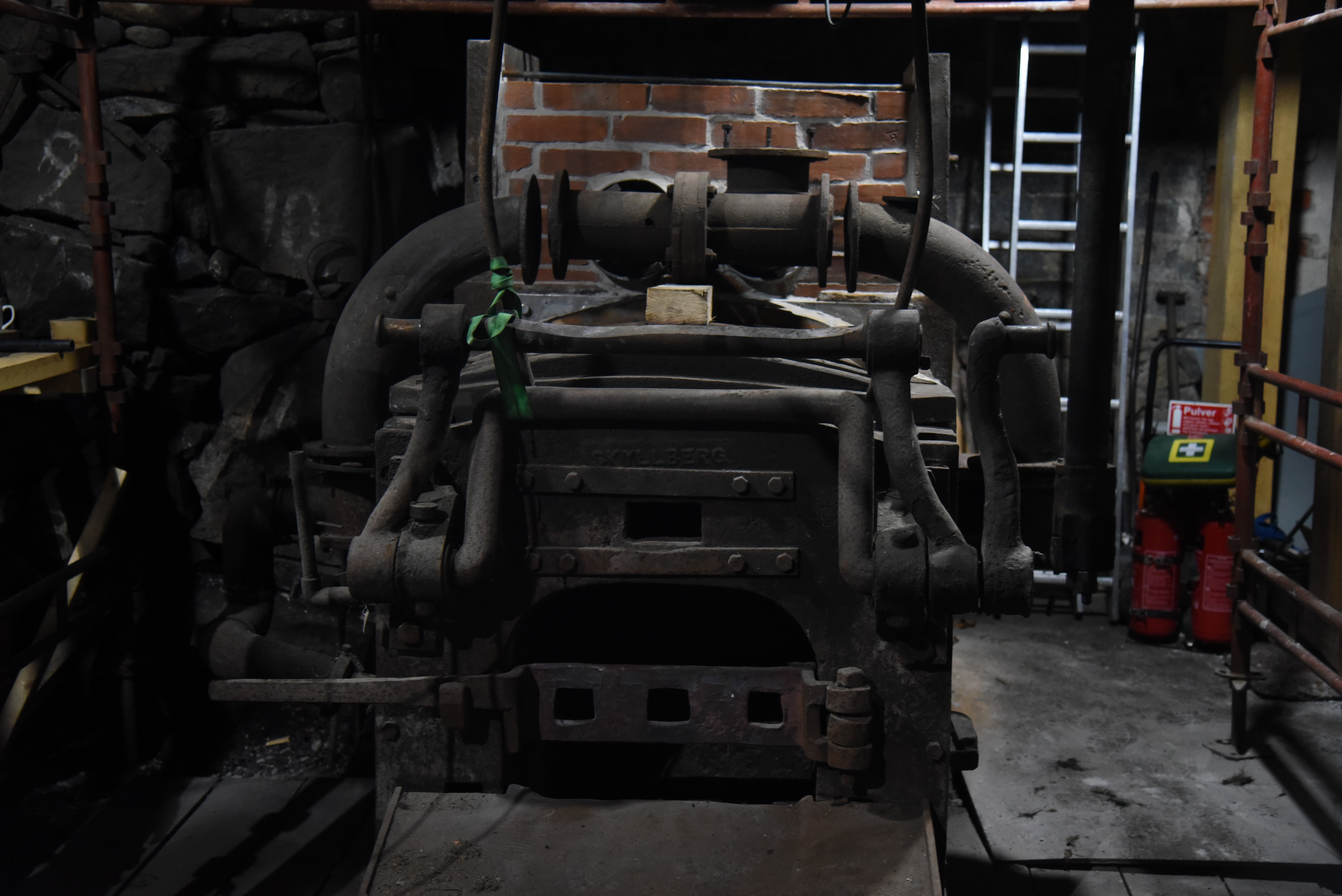
Lancarshirehärd.
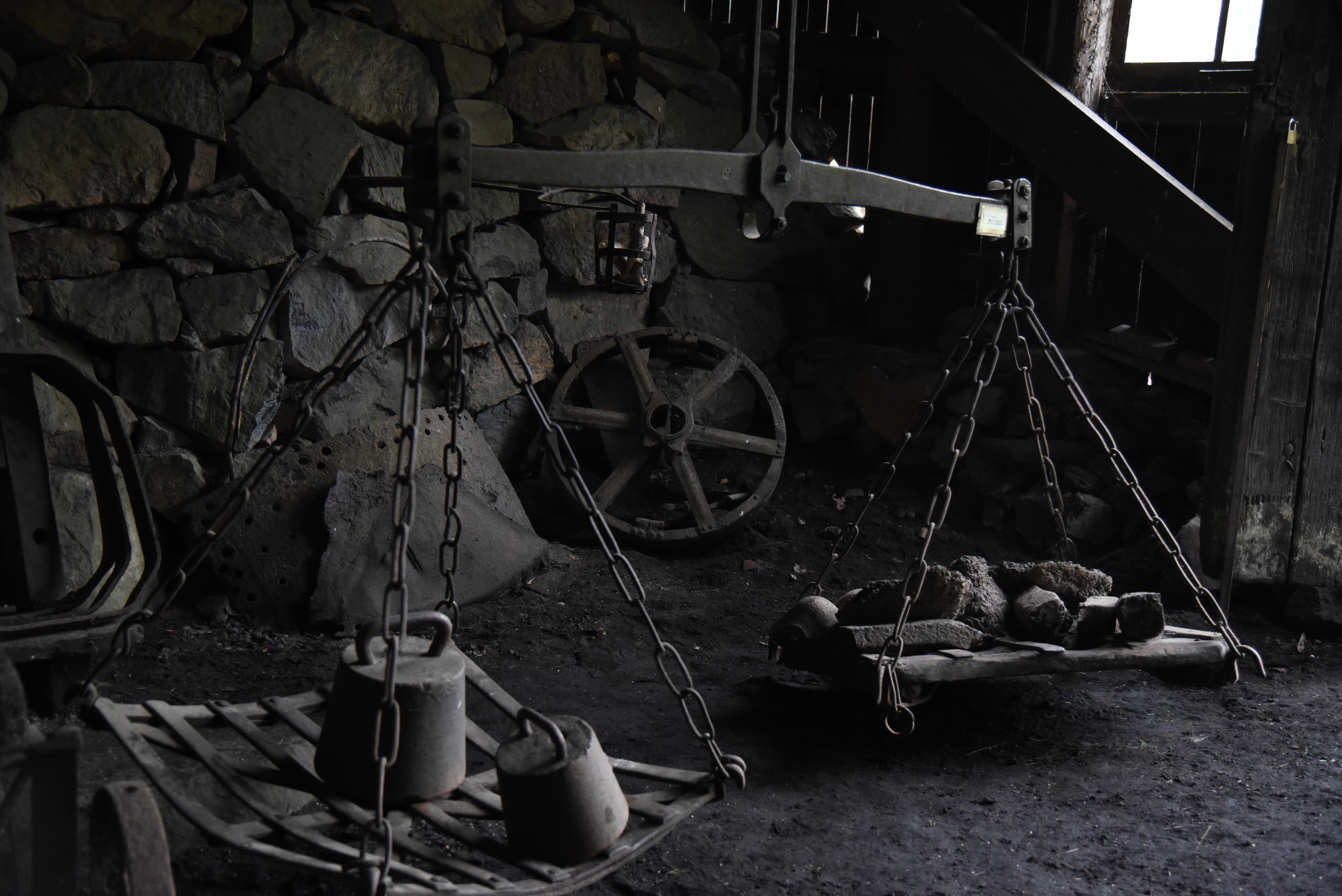
Våg.